# (2578) Saint-Exupéry
(2578) Saint-Exupéry – planetoida z pasa głównego asteroid okrążająca Słońce w ciągu 5 lat i 75 dni w średniej odległości 3 j.a. Została odkryta 2 listopada 1975 w Krymskim Obserwatorium Astrofizycznym w Naucznym na Półwyspie Krymskim przez Tamarę Smirnową. Nazwa planetoidy pochodzi od Antoine’a de Saint-Exupéry’ego (1900–1944), francuskiego pisarza i lotnika. Przed nadaniem nazwy planetoida nosiła oznaczenie tymczasowe (2578) 1975 VW3.